# Аксиома пустого множества
Аксиомой [существования] пустого множества называется следующее высказывание теории множеств:
{\displaystyle \exists a\forall b\ (b\notin a)}.
Аксиома пустого множества провозглашает существование по меньшей мере одного пустого множества, то есть множества, не содержащего ни одного элемента. Пустое множество является своим подмножеством, но не является своим элементом.

## Другие формулировки аксиомы пустого множества
{\displaystyle \neg \ (\forall a\exists b\ (b\in a))}.
{\displaystyle \exists a\forall b\ (b\in a\leftrightarrow b\neq b)}, что есть {\displaystyle \exists a\ (a=\{b\colon b\neq b\})}.
{\displaystyle \exists a\forall b\ (b\in a\leftrightarrow b\in b)}, что есть {\displaystyle \exists a\ (a=\{b\colon b\in b\})}.
{\displaystyle \exists a\forall b\ (b\in a\leftrightarrow a\in b)}, что есть {\displaystyle \exists a\ (a=\{b\colon a\in b\})}.
{\displaystyle \exists a\forall b\ (b\in a\leftrightarrow b\not \subset b)}, что есть {\displaystyle \exists a\ (a=\{b\colon b\not \subset b\})}.
{\displaystyle \exists a\forall b\ (b\in a\leftrightarrow b\subsetneq b)}, что есть {\displaystyle \exists a\ (a=\{b\colon b\subsetneq b\})}.
{\displaystyle \exists a\forall b\ (b\in a\leftrightarrow \Phi [b]\ \land \ \neg \Phi [b])}, что есть {\displaystyle \exists a\ (a=\{b\colon \Phi [b]\ \land \ \neg \Phi [b]\})}.
{\displaystyle \cdots }